# Cèlia Sànchez-Mústich
Celia Sànchez-Mústich (Barcelona, 1954) é uma poeta e escritora em catalão. Ela vive em Sitges em 2001.

## Biografia
Cèlia Sànchez-Mústich estudou música (piano, guitarra, harmonia e ritmo) a Arts del Ritme en el Conservatori del Liceu de Barcelona. Seu trabalho inclui vários títulos de poesia, romances, contos e narrativa de não-ficção, sete das quais receberam prêmios como Mercè Rodoreda da narrativa, o Miquel de Palol, o Serra d'Or o o Premi Octubre de poesia. Alguns dos seus poemas foram traduzidos para o galego, basco, espanhol, francês, occitano, Italiano e Inglês, e ter sido de várias antologias, tanto em forma de livro (Parlano le donne, poetesse catalane XXI secolo, 48 poetes catalanes pour le siècle XXI, La Traductière a última Paraula encesa, por Jordi Julià e Pere Ballart, entre outros) e audiovisual (arquivo audiovisual de poetas da ACEC, etc).
Ela tem realizado seus poemas em vários locais nos Países Catalães, muitas vezes em colaboração com outros poetas. A curta-metragem dirigido por Jordi Bueno Ràdio-Taxi(lançado em 2012) foi baseado em uma de suas histórias. Ativista cultural dinâmico tem promovido vários projetos, tais como os encontros poéticos-musical a Lailo, em o Raval de Barcellona, por cinco anos, e no singular Festival de la Poesia a Sitges em Sitges dirigiu junto o jovem poeta e bioquímico Joan Duran i Ferrer desde 2007.
Junto com Pere Gimferrer, Maria-Merce Marcal e Jaume Pont fazia parte do quarteto de poetas antológicos ao estudo dedicado da literatura catalã, número 1 007 (maio de 2013) revista literária francesa Europe. A partir deste fato, ele começou a receber manifestações de interesse a partir da mundo de la poesia francófono como oferecendo de Editions du Noroît (Quebec) e Myriam Solal (Paris) para editar a versão francesa do seu poemario On no sabem, ou o convite para participar do festival Voix de la Méditerranée 2014 Lodeve. No outono de 2013, Editions du Noroît e Myriam Solal finalmente chegaram a um acordo para co-editar On no sabem com o novo titulo francês da Cet espace entre nous tradução do poeta e tradutor François-Michel Durazzo. A apresentação teve lugar em 5 de junho de 2014, o palácio Maison de l'Amérique Latine, em Paris.

## Obra

### Poesia
- La cendra i el miracle. Barcelona: Columna, 1989
- El lleu respir. Barcelona: Columna, 1991
- Temperatura humana. Barcelona: Columna, 1994
- Taques. Barcelona: Edicions 62, 1997
- Llum de claraboia. Lleida: Pagès, 2004
- A la taula del mig. Palma de Mallorca: Moll, 2009
- On no sabem. València: Tresiquatre, 2010
- A l'hotel, a deshora. Girona: Curbet Edicions, 2014
- La gota negra. Lleida: Pagès, 2018

### Romances
- Les cambres del desig. Barcelona: Columna, 1999
- Tercer acte d'amor. Barcelona: Proa, 2002

### Narrativa e contos
- Diagnòstic: lluna nova. Barcelona: ICD, 1993
- Pati de butaques. Barcelona: Columna, 1996
- El tacte de l'ametlla. Barcelona: Proa, 2000
- Peret, l'ànima d'un poble. Barcelona: Edicions 62, 2005
- Il·lusionistes del futbol. Valls: Cossetània, 2007
- No. I sí. Lleida: Pagès, 2009
- Ara et diré què em passa amb les dones i tretze contes més. Barcelona: Editorial Moll, 2013.

### Obra traduzida
- Peret, el alma d'un pueblo, ao espanhol. Península, 2005.
- Le Jour J, ao francês Nouvelles de Catalogne. Magellan & Cie,
- Cet espace entre nous (versión en francês da On no sabem). Myriam Solal, Paris, en coedición Editions du Noroît, Quebec, 2014.

## Prémios
- Rosa Leveroni (1990): El lleu respir [7]
- Don-na (1992): Diagnòstic: lluna nova
- Miquel de Palol (1996): Taques [8]
- Premi Mercè Rodoreda de contes i narracions -de la Nit literària de Santa Llúcia (1999): El tacte de l'ametlla
- 7LLETRES (2008): NO. I SÍ [9]
- Miquel-de-Palol de poesia
- Premis de la Critica Serra dOr per A la taula del mig 2010
- Ploma d'Or de l'Ajuntament de Sitges (2010)
- Premi Octubre Vicent Andrés Estellés de poesia 2010 per On no sabem